# 薩爾茨巴倫嫩格拉本河
49°01′20″N 10°41′22″E / 49.02212°N 10.68942°E
薩爾茨巴倫嫩格拉本河是德國的河流，位於該國東南部，由巴伐利亞負責管轄，屬於布魯克巴赫河的支流，河道全長0.9公里，流域面積0.6平方公里，流經魏森堡-貢岑豪森縣。